# Comuna Markivka, Bilopillea
Markivka (în ucraineană Марківка) este o comună în raionul Bilopillea, regiunea Sumî, Ucraina, formată din satele Markivka (reședința), Perșe Travnea și Rudka.

## Demografie
Componența lingvistică a comunei Markivka
     Ucraineană (96,21%)
     Rusă (2,35%)
     Alte limbi (0,2%)
Conform recensământului din 2001, majoritatea populației comunei Markivka era vorbitoare de ucraineană (96,21%), existând în minoritate și vorbitori de rusă (2,35%) și armeană (1,13%).